# Паулов, Анатолий Александрович
Анатолий Андреевич Паулов (1 августа 1942, с. Киржеманы, Мордовская АССР — 13 ноября 2020, Республика Мордовия) — российский государственный деятель, глава правительства Мордовии.

## Биография
Родился в крестьянской семье эрзян. Окончил Краснослободский зооветеринарный техникум (1958), Ульяновский с/х институт (1962). Член КПСС с 1961 года. Заслуженный работник сельского хозяйства Мордовской АССР (1975). В 1962—1969 — ветврач совхозов «Репьевский» Чамзинского района, «Светлый путь» Торбеевского района Мордовской АССР.
Работал в Ковылкинском районе: в 1969—1978 годы — директор племптицесовхоза «Ковылкинский», в 1978—1985 — председатель исполкома Ковылкинского районного Совета народных депутатов, в 1990 — заместитель генерального директора агропромкомбината «Ковылкинский», с октября 1990 года по март 1991 — первый секретарь Ковылкинского горкома КПСС .
С марта по сентябрь 1991 года — Председатель Совета Министров Мордовской АССР. Причиной отставки с поста главы правительства республики послужила автокатастрофа, после которой он не смог восстановиться.
Умер 9 ноября 2020 года.

## Награды
Орден Дружбы народов, медали.